# Hush (альбом Miss A)
Hush — второй студийный альбом южнокорейско-китайской гёрл-группы Miss A. Был выпущен 6 ноября 2013 года лейблом JYP Entertainment. Альбом содержат тринадцать песен, включая семь совершенно новых песен.
«Hush» послужил его ведущим синглом. «Come On Over» послужил продолжением промоушена альбома в Китае и завершился в Корее. «Hide & Sick» был выпущен в январе 2014 года. «Love Is U» был использован для завершения продвижения альбома.

## Трек-лист
| №                   | Название                                 | Текст песни                                    | Музыка                                          | Длительность |
| ------------------- | ---------------------------------------- | ---------------------------------------------- | ----------------------------------------------- | ------------ |
| 1.                  | «Come on Over» (놀러와)                  | Tiger Gold                                     | Tiger Gold                                      | 3:39         |
| 2.                  | «Hush» (허쉬)                            | E-Tribe, Min Yeon Jae/1luv                     | E-Tribe                                         | 3:06         |
| 3.                  | «Love Is U»                              | Heuk Tae, Park Woo Sang                        | Heuk Tae, Park Woo Sang                         | 3:43         |
| 4.                  | «Spotlight»                              | Tommy Park, Joo Hyo / Song Seung Geun          | Tommy Park, Joo Hyo / Song Seung Geun           | 3:12         |
| 5.                  | «Hide & Sick»                            | Lee Woo Min                                    | Lee Woo Min                                     | 3:27         |
| 6.                  | «(Mama) I'm Good»                        | Team One Sound                                 | Team One Sound                                  | 3:15         |
| 7.                  | «Like U»                                 | Noday, Park Hye Soo                            | Noday                                           | 4:23         |
| 8.                  | «Hush» (허쉬) (Party version)            | E-Tribe, Min Yeon Jae/1luv                     | E-Tribe                                         | 3:51         |
| 9.                  | «Touch» (터치)                           | Park Jin Young                                 | Park Jin Young                                  | 3:57         |
| 10.                 | «Over U»                                 | Kim Eun Soo, Ursula Yancy, Billion Dollar Baby | Yoon Sung Ho, Noday                             | 3:08         |
| 11.                 | «Time's Up»                              | Rphabet                                        | Rphabet                                         | 3:52         |
| 12.                 | «If I Were a Boy»                        | Kim Eun Soo                                    | Jonathan Ian Green, Mads Hauge, Phil Thornalley | 2:56         |
| 13.                 | «I Don't Need a Man» (남자 없이 잘 살아) | Park Jin Young                                 | Park Jin Young                                  | 3:30         |
| Общая длительность: | Общая длительность:                      | Общая длительность:                            | Общая длительность:                             | 45:59        |

| №                   | Название                                  | Текст песни         | Музыка              | Длительность |
| ------------------- | ----------------------------------------- | ------------------- | ------------------- | ------------ |
| 13.                 | «I Don't Need a Man» (沒有男人也能好好的) | Park Jin Young      | Park Jin Young      | 3:30         |
| 14.                 | «Hush» (Chinese version)                  | Wang Yajun          | E-Tribe             | 3:06         |
| Общая длительность: | Общая длительность:                       | Общая длительность: | Общая длительность: | 49:05        |

## Чарты

### Альбомный чарт
| Чарты                    | Высшая позиция |
| ------------------------ | -------------- |
| Gaon Weekly album chart  | 2              |
| Gaon Monthly album chart | 8              |

### Song chart
| «Hush» | 5 | 4 |